# Ärztekammer Mecklenburg-Vorpommern
Die Ärztekammer Mecklenburg-Vorpommern vertritt die gesamte Ärzteschaft im Land Mecklenburg-Vorpommern und ist damit die größte berufsständische Vertretung der Ärztinnen und Ärzte in Mecklenburg-Vorpommern. Mit Stand 22. November 2023 leben 11.911 Ärztinnen und Ärzte in dem Bundesland. Von ihnen sind 2967 im Ruhestand, 8516 sind berufstätig. 2332 Kammermitglieder sind niedergelassen oder in einer Praxis angestellt. Im stationären Bereich arbeiten 4764 (inkl. Ärztinnen und Ärzte in Weiterbildung).

## Präsident
Präsident ist seit dem 28. Januar 2023 Jens Placke, Kardiologe aus Rostock. Sein Vorgänger war Andreas Crusius, der von 1990 an Präsident der Kammer und damit der langjährigste Präsident einer Landesärztekammer in der Bundesrepublik war. Er gehört zu den Gründungsmitgliedern der Kammer und ist Initiator der ärztlichen Selbstverwaltung in Mecklenburg-Vorpommern. Crusius ist in der laufenden Legislaturperiode Vorstandsmitglied sowie Chefredakteur des Ärzteblattes M-V.

## Vorstand
Der Vorstand der Ärztekammer Mecklenburg-Vorpommern besteht aus dem Präsidenten, zwei Vizepräsidenten und sieben weiteren Mitgliedern. Die Kammerversammlung wählt für die Dauer ihrer Wahlperiode die Mitglieder des Vorstandes.
Der Vorstand führt die Geschäfte der Ärztekammer Mecklenburg-Vorpommern, wobei insbesondere zu seinen Aufgaben gehören:
- Vorbereiten der Kammerversammlung,
- Durchführen der Beschlüsse der Kammerversammlung,
- Erstellen des Tätigkeitsberichts für das vergangene Geschäftsjahr.

Die Vorstandsmitglieder der IX. Legislaturperiode (2022–2026) sind:
- Johannes Buchmann (Vizepräsident)
- Andreas Gibb (Vizepräsident)
- Evelin Pinnow
- Beate Krammer-Steiner
- Andreas Crusius
- Thomas Maibaum
- Fabian Holbe
- Cornelius Kasch
- Steffen Büchner

## Kammerversammlung
Die Kammerversammlung ist das Parlament, das höchste Organ der Ärztekammer Mecklenburg-Vorpommern. Die 75 Mitglieder werden alle vier Jahre durch die Ärztinnen und Ärzte im Lande gewählt. Die Medizinischen Fakultäten der Universität Rostock und der Universität Greifswald entsenden jeweils einen Hochschullehrer. Der Kammerversammlung obliegen Beschlussfassungen zu den Satzungen zur Wahl-, Berufs- und Weiterbildungsordnung, dem Haushaltsplan, den Beitrags- und Gebührensatzungen und der Besetzung und der Einsetzung von Ausschüssen. Sie tritt jährlich zwei- bis dreimal zusammen. Alle Kammermitglieder können an ihren Sitzungen teilnehmen. Die derzeitige IX. Kammerversammlung der Ärztekammer Mecklenburg-Vorpommern wurde im Herbst 2022 gewählt.

## Gremien

### Ständige Ausschüsse der Ärztekammer Mecklenburg-Vorpommern
- Ausschuss der Qualitätssicherung
- Ethikkommission
- Finanzausschuss
- Fortbildungsausschuss
- Satzungsausschuss
- Schlichtungsausschuss
- Ausschuss für Umweltmedizin, Öffentlicher Gesundheitsdienst und Hygiene
- Weiterbildungsausschuss
- Widerspruchsausschuss
- Ausschuss zur Sicherung des ärztlichen Notdienstes

Quelle

### Weitere Ausschüsse der Ärztekammer Mecklenburg-Vorpommern
- Ausschuss für Digitalisierung, Telematik und Telemedizin
- Beauftragter für speziell übertragbare Infektionskrankheiten
- Ausschuss zur Überprüfung der persönlichen Eignung als Weiterbildungsbefugter
- Ausschuss für sektorenübergreifende Versorgungsfragen
- Präventionsausschuss
- Ausschuss für Junge Ärztinnen und Ärzte
- AG Rauschmittel und Drogenabhängigkeit

### Andere Gremien der Ärztekammer Mecklenburg-Vorpommern
- Ärzteversorgung[3] Mecklenburg-Vorpommern – Aufsichtsausschuss
- Ärzteversorgung Mecklenburg-Vorpommern – Verwaltungsausschuss
- Berufsbildungsausschuss
- Kastrationsausschuss
- Prüfungsausschuss Medizinische Fachangestellte
- Prüfungskommission
- Kommission Ärztliche Stelle Nuklearmedizin, Strahlentherapie, Röntgen
- Transplantationskommission

## Ärzteblatt Mecklenburg-Vorpommern
Das Ärzteblatt erscheint monatlich und ist laut Heilberufsgesetz das Mitteilungsblatt der Ärztekammer M-V. Chefredakteur ist Andreas Crusius, stellvertretender Chefredakteur Wilfried Schimanke. Weitere Redaktionsmitglieder sind Heinz-Herbert Büttner, Thomas Maibaum, Theresa Buuck, Wenke Burghard, Katarina Sass.